# Андорра на зимових Олімпійських іграх 2014
Андорра на зимових Олімпійських іграх 2014 року у Сочі була представлена 6 спортсменами у 3 видах спорту.

## Біатлон
Спринт
| Змагання | Спортсмени | Час     | Промахи | Місце |
| -------- | ---------- | ------- | ------- | ----- |
| Жінки    | Лор Сульє  | 23:57.8 | 1+1     | 66    |